# Mouzon (affluent du Palais)
Pour les articles homonymes, voir Mouzon.
Le Mouzon est un ruisseau français du département de la Charente-Maritime, affluent du Palais et sous-affluent du Lary qui se jette dans l'Isle, tributaire elle-même de la Dordogne.

## Géographie
Il prend sa source vers 125 mètres d'altitude, en limite des communes de Neuvicq et de Chevanceaux, six kilomètres à l'est-sud-est du bourg de Chevanceaux, près du lieu-dit au Sedreau.
Il traverse Montguyon puis rejoint le Palais en rive droite vers 31 mètres d'altitude, au lieu-dit Maissant, sur la commune de Montguyon, deux kilomètres au nord du bourg de Saint-Pierre-du-Palais.
Sa longueur est de 17,7 km.
Parmi ses huit affluents répertoriés par le Sandre, un seul porte un nom : le Merceron.

## Département, communes et cantons traversés
Le Mouzon arrose 1 département, 5 communes et 2 cantons :
- Charente-Maritime
  - Canton de Montlieu-la-Garde
    - Chevanceaux (source)
    - Saint-Palais-de-Négrignac

  - Canton de Montguyon
    - Neuvicq (source)
    - Saint-Martin-d'Ary
    - Montguyon (confluence)

## Patrimoine

### Monuments de la vallée du Mouzon
- L'église Saint-Laurent, XIe siècle, à Neuvicq.
- Manoir de Bournais, XIXe siècle, à Montguyon.
- Manoir de la Pierrière, XIXe siècle, à Montguyon.
- Les ruines du château de Montguyon.
- Manoir de Colinet, XIXe siècle, à Montguyon.
- Manoir de Fontbouillant, XVIIIe siècle, à Montguyon.

### Moulins à aubes du Mouzon
Les moulins du Mouzon sont très anciens, presque tous représentés sur la carte de Cassini, excepté ceux du Moulinard et de la Longerais.
- Le moulin du Moulinard, rive gauche à Neuvicq. Fonctionne occasionnellement pour extraire de l'huile de noix.
- Le moulin de Jallet, rive droite à Neuvicq. Disparu, il ne reste que l'écluse et son canal.
- Le moulin de la Petite-Barde, rive droite à Neuvicq, disparu.
- Le moulin de la Longerais, rive gauche à Montguyon.
- Le moulin du Pont, rive droite à Saint-Martin-d'Ary.
- Le moulin de Fontbouillant, rive droite à Montguyon.

Le moulin de Capilot implanté sur la rive gauche, côté Montguyon, est uniquement alimenté par le Merceron.